# 卡奔塔利亞灣
卡奔塔利亚湾（Gulf of Carpentaria）是澳大利亚北部的一个长方形浅水海湾，三面环陆，北面是阿拉弗拉海（一个在澳大利亚与新几内亚之间的水体）。面积31万平方千米，东西最大宽度670千米，南北长600千米，最深处为70米。底部是澳大利亚和新几内亚的大陆架。南部有韋爾斯利群島，西南部有爱德华·佩柳爵士群岛，西部有格鲁特岛。海湾底部坡度小，有20多条河流汇入，下游大都蜿蜒曲折，多产生三角洲。
从地质学角度来说，卡奔塔利亚湾相当年轻，在上一次冰河时期，它还是干涸的。包围卡奔塔利亚湾的陆地较平坦，地势较低。其西面是阿纳姆地，东面是约克角半岛，南面则是昆士兰州的一部分。
此海以彼得·德·卡彭蒂耶的名字命名。

## 商業活動
海灣內有大量的海草，足以支持區內發展商業海蝦養殖。
麥克阿瑟河鋅礦所出產的鋅、鉛和銀都經卡奔塔利亚湾出口。
自2005年起，海灣內屢次發現印尼漁船非法作業。情況於2011年起，因為加強執法和漁民教育而得到改善。

## 外部連結
- Morning Glory Cloud video footage（页面存档备份，存于） and video of the Gulf Region around Burketown
- Morning Glory Cloud meteorology（页面存档备份，存于）

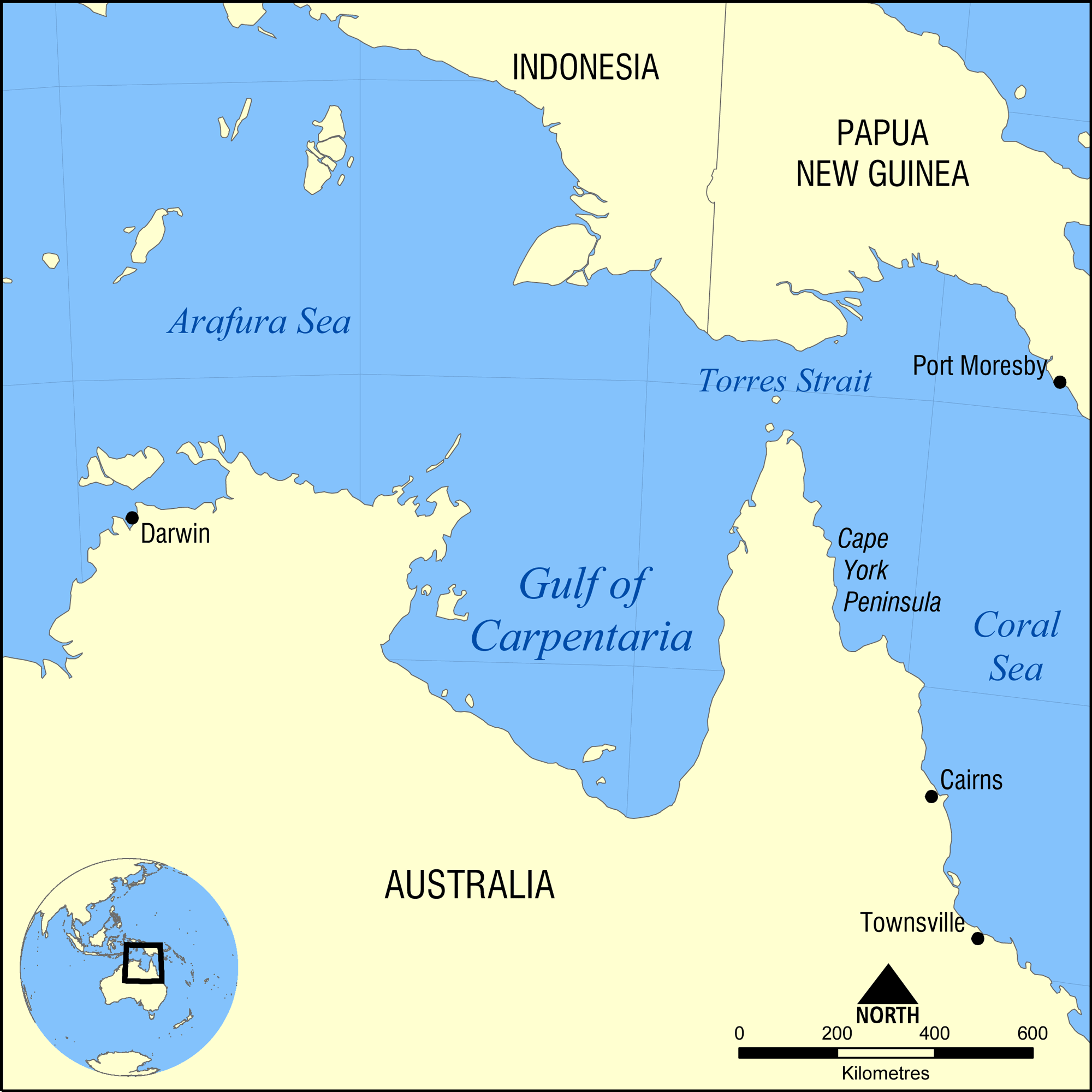
卡奔塔利亚湾地图。

- Aerial Video of Sweers Island in the Gulf of Carpentaria（页面存档备份，存于）
- Video of Burketown and the Gulf from the air（页面存档备份，存于）
- Video of discovery of coral reefs in the Gulf of Carpentaria（页面存档备份，存于）

14°00′S 139°00′E / 14.000°S 139.000°E